# Balochistan Police
Balochistan Police (urdu, belutschisch: بلوچستان پولیس) oder Baloch Police ist die Polizeiorganisation, die für die Aufrechterhaltung der öffentlichen Ordnung in den städtischen Gebieten von Belutschistan, Pakistan, zuständig ist. Die Stärke dieser Organisation beträgt 38.000 Mitarbeiter (Stand: 2018), und der aktuelle Inspekteur der Polizei von Belutschistan ist Abdul Khalique Shaikh.

## Geschichte
Die Geschichte der Balochistan Police reicht bis in die Zeit der britischen Kolonialherrschaft zurück, als diese Division in verschiedenen Formen existierte. Nach der Unabhängigkeit Pakistans wurde die Polizeiorganisation in ihrer heutigen Form im Jahr 1963 gegründet. Es gab jedoch einige Veränderungen in ihrer Zuständigkeit und ihrer Struktur im Laufe der Jahre.

## Zuständigkeit
Die Balochistan Police ist ausschließlich für die städtischen Gebiete von Belutschistan zuständig, die als A-Gebiete bezeichnet werden. Die ländlichen Gebiete, die als B-Gebiete bezeichnet werden, werden von den Balochistan Levies überwacht. Die Frontier Corps operieren in beiden Bereichen. Dieser Unterschied wird von der Polizei als erhebliche Einschränkung angesehen, da Verbrecher außerhalb ihrer begrenzten Zuständigkeit leicht Angriffe planen und fliehen können.
Die Aufteilung wurde von Musharraf aufgehoben, aber von der PPP-Regierung von 2008 unter Aslam Raisani wieder eingeführt. Die häufigen Änderungen in der Politik lassen jedoch keine Institutionenbildung zu und beeinträchtigen die Fähigkeiten der Behörden, gegen Verbrechen vorzugehen.

## Aktuelle Situation
Seit Pakistans Beteiligung am Globalen Krieg gegen den Terror nach den Anschlägen vom 11. September 2001 sind gezielte Tötungen, Entführungen und terroristische Angriffe erheblich gestiegen. Im Jahr 2013 gab es mehrere Bombenanschläge auf die Hazara-Gemeinschaft in Quetta sowie Angriffe auf die Polizei, einschließlich hochrangiger Beamter.

## Verbesserung im Jahr 2014
Die Zahl der terroristischen Angriffe ging von 205 im Jahr 2013 auf 154 im Jahr 2014 zurück (ein Rückgang um 25 Prozent), und die Zahl der bei terroristischen Angriffen getöteten Menschen fiel von rund 350 im Jahr 2013 auf 48 im Jahr 2014 (ein Rückgang um 86 Prozent).

## Organisation
Die Balochistan Constabulary, eine Reservepolizeieinheit der Balochistan Police mit mehr als 10.000 Mitarbeitern, die in den Distrikten Kharan und Khuzdar tätig ist, wurde in eine Einheit der Frontier Corps umgewandelt und als Kharan Rifles bezeichnet. Die Einheit wurde 1978 in Khuzdar organisiert und verlegte ihr Hauptquartier später nach Nok Kundi.